# Laser Mission
Laser Mission är en actionfilm från 1989, i regi av BJ Davis. I rollerna ser vi Brandon Lee och Ernest Borgnine. Filmen släpptes också under titeln Soldier of Fortune.
Efter Brandon Lees tidiga död, såg man en kraftig ökning av videoförsäljningen.

## Handling
CIA-agenten Michael Gold (Brandon Lee) ska finna en laserexpert som befinner sig i Kuba innan KGB får tag i honom.

## Rollista (i urval)
- Brandon Lee – Michael Gold
- Debi A. Monahan – Alissa
- Ernest Borgnine – Professor Braun
- Graham Clark – Överste Kalishnakov